# 葛司会

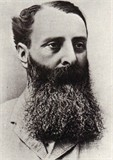
葛司会

葛司会（1845年—1914年，又譯奇士域）是一名苏格兰商人，他曾出任怡和洋行大班。

## 生平
葛司会來自凱瑟克家族，他是耆紫薇的弟弟。葛司会于1870年抵达远东，後來成为怡和洋行的合伙人，並於1890年代出任公司的大班。他還与遮打一起创办了香港置地。
他還擔任香港立法局议员及香港行政局非官守成员、香港上海滙豐銀行主席。 1890年至1900年期間，他五度出任香港總商會主席。
除了香港外，他曾在日本、上海等地定居。在上海期間葛司会曾出任上海公共租界工部局總董。
他的妻子是巴夏禮的女兒。
1914年，葛司会在巴斯的一家旅馆去世，享年68岁。

## 以他命名的事物
- 敬誠街（Keswick Street），前名奇士域街，位於香港銅鑼灣的街道。